# Olympische Jugend-Sommerspiele 2014/Teilnehmer (Venezuela)
| Gelbes Symbol für Goldmedaillen mit stilisierten Olympischen Ringen | Graues Symbol für Silbermedaillen mit stilisierten Olympischen Ringen | Braundes Symbol für Bronzemedaillen mit stilisierten Olympischen Ringen |
| ------------------------------------------------------------------- | --------------------------------------------------------------------- | ----------------------------------------------------------------------- |
| —                                                                   | 6                                                                     | 2                                                                       |

Die Jugend-Olympiamannschaft aus Venezuela für die II. Olympischen Jugend-Sommerspiele vom 16. bis 28. August 2014 in Nanjing (Volksrepublik China) bestand aus 57 Athleten.

## Athleten nach Sportarten

### Basketball
| Mädchen - 3x3: 15. Platz - Laury García Shoot-out: 23. Platz - Montilla María - Givanna Padilla Shoot-out: 55. Platz | Jungen - 3x3: 6. Platz - Cristhian Centeno - Daniel Garmendia - Adrián Espinoza Dunk: 11. Platz - José Materán Dunk: 19. Platz |

### Beachvolleyball
Jungen
- Jose Gregorio Gomez
- Rolando Hernández
Silber

### Bogenschießen
| Mädchen - Verona Villegas Einzel: 9. Platz Mixed: 9. Platz (mit Boris Baláž Slowakei) | Jungen - José Capote Einzel: 17. Platz Mixed: 17. Platz (mit Tanya Giaccheri Italien) |

### Fußball
Mädchen
- Silber
- Valentina Bonaiuto (DNS)
- Iceis Briceño
- Nayluisa Cáceres
- Yenleidys Caldoza
- Argelis Campos
- Deyna Castellanos
- Olimar Castillo
- Leidy Delpino
- Nikol González
- Fátima Lobo
- Sandra Luzardo
- Greisbell Márquez
- María Ortegano
- Nathalie Pasquel
- Katherith Portillo
- Yuleisi Rivero
- Estefanía Sequera
- Hilary Vergara

### Gewichtheben
| Mädchen - Yorlis Zabala Leichtgewicht: 4. Platz | Jungen - Wilson Magallanes Leichtgewicht: 5. Platz |

### Golf
| Mädchen - María Merchán Einzel: 12. Platz Mixed: 8. Platz | Jungen - Jorge García Einzel: 18. Platz Mixed: 8. Platz |

### Judo
| Mädchen - Elvismar Rodríguez Klasse bis 78 kg: Bronze Mixed: 9. Platz (im Team Kano) | Jungen - Luis González Klasse bis 66 kg: 9. Platz Mixed: 9. Platz (im Team Tani) |

### Leichtathletik
| Mädchen - María Simancas 400 m: 11. Platz 8 × 100 m Mixed: Gold - Robeilys Peinado Stabhochsprung: Silber 8 × 100 m Mixed: 28. Platz - Yerilda Zapata Diskuswurf: 11. Platz 8 × 100 m Mixed: 41. Platz | Jungen - Josneyber Ramírez 100 m: 7. Platz 8 × 100 m Mixed: 14. Platz - Samuel Cedeño 110 m Hürden: 14. Platz 8 × 100 m Mixed: 25. Platz - Cumache Yolver 400 m Hürden: 14. Platz 8 × 100 m Mixed: 13. Platz - Jeferson Chacón 10 km Gehen: DNF 8 × 100 m Mixed: 47. Platz - Edinson Luna Dreisprung: DNF 8 × 100 m Mixed: 49. Platz |

### Moderner Fünfkampf
Jungen
- Berengerth Sequera
Einzel: 20. Platz
Mixed: 14. Platz (mit İlke Özyüksel  Türkei)

### Radsport
Mädchen
- Daryorie Arrieche
- Andrea Contreras
Kombination: 28. Platz
Mixed: 23. Platz (mit Mohamed Imam  Ägypten und Nikolaos Zegklis  Griechenland)

### Ringen
| Mädchen - Adrianny Castillo Freistil bis 46 kg: 4. Platz | Jungen - Eliezer Aular Freistil bis 54 kg: 8. Platz - Anthony Montero Freistil bis 63 kg: Silber |

### Schwimmen
| Mädchen - Simone Palomo 200 m Schmetterling: 17. Platz - Fernández Vanessa 200 m Schmetterling: 24. Platz | Jungen - Robinson Molina 50 m Rücken: 12. Platz 100 m Rücken: 22. Platz - Carlos Claverie 50 m Brust: Silber 100 m Brust: Bronze 200 m Brust: Silber |

### Segeln
| Mädchen - Bárbara Moya Windsurfen: 20. Platz | Jungen - Manuel de la Rosa Windsurfen: 18. Platz |

### Tischtennis
Mädchen
- Gremlis Arvelo
Einzel: 9. Platz
Mixed: 17. Platz (mit Fermín Tenti  Argentinien)

### Triathlon
| Mädchen - Katherine Clemant Einzel: 14. Platz Mixed: 7. Platz (im Team Amerika 1) | Jungen - José Solórzano Einzel: 15. Platz Mixed: 11. Platz (im Team Amerika 3) |